# Consejo de Jefes de Estado Mayor
El Consejo de Jefes de Estado Mayor es un órgano de las Fuerzas Armadas Españolas mediante el cual el jefe de Estado Mayor de la Defensa puede recabar asesoramiento militar y coordinar a los jefes de Estado Mayor del Ejército de Tierra, de la Armada y del Ejército del Aire y del Espacio para orientar la preparación de la Fuerza y asegurar la eficacia operativa de las Fuerzas Armadas.
El Consejo tiene como funciones las de apoyar al JEMAD, a requerimiento de éste, para ejercer sus responsabilidades como principal asesor militar del presidente del Gobierno y del ministro de Defensa y como conductor estratégico de las operaciones; asesorar al JEMAD en cuestiones como el establecimiento de normas para la acción conjunta y para definir la estrategia militar, en asuntos relacionados con las capacidades militares de las Fuerzas Armadas; en el desarrollo de operaciones; en la coordinación de asuntos relacionados con el régimen del personal militar en operaciones, en organismos conjuntos y en organizaciones internacionales en el ámbito de las Fuerzas Armadas y en el establecimiento y coordinación de medidas que persigan la máxima eficacia operativa de estas. Asimismo, el Consejo es el instrumento de coordinación de todas las ramas militares.
El Consejo se reúne a petición del JEMAD, informando previamente al ministro de Defensa y posteriormente sobre las conclusiones de la reunión. El órgano administrativo de trabajo del Consejo es la Secretaría Permanente, adscrita al Estado Mayor de la Defensa y cuyo titular posee voz pero no voto.

## Composición
A las reuniones del Consejo de Jefes de Estado Mayor puede acudir el ministro de Defensa que las presidirá, si éste no asistiese, las preside el JEMAD. Asimismo, puede acudir el Rey y en su caso lo presidirá. El jefe de la Secretaría Permanente es miembro del Consejo pero no posee voto. Puede acudir cualquier otra autoridad que se solicite.
| Imagen | Nombre                          | Desde                | Cargo                                                     |
|        | Margarita Robles                | 7 de junio de 2018   | Ministra de Defensa                                       |
|        | Teodoro Esteban López Calderón  | 27 de enero de 2021  | Jefe del Estado Mayor de la Defensa                       |
|        | Amador Fernando Enseñat y Berea | 6 de octubre de 2021 | Jefe del Estado Mayor del Ejército de Tierra              |
|        | Antonio Piñeiro                 | 25 de abril de 2023  | Jefe del Estado Mayor de la Armada                        |
|        | Francisco Braco Carbó           | 23 de julio de 2024  | Jefe del Estado Mayor del Ejército del Aire y del Espacio |
|        | -                               | -                    | Secretario permanente del Consejo                         |